# 盧吉內

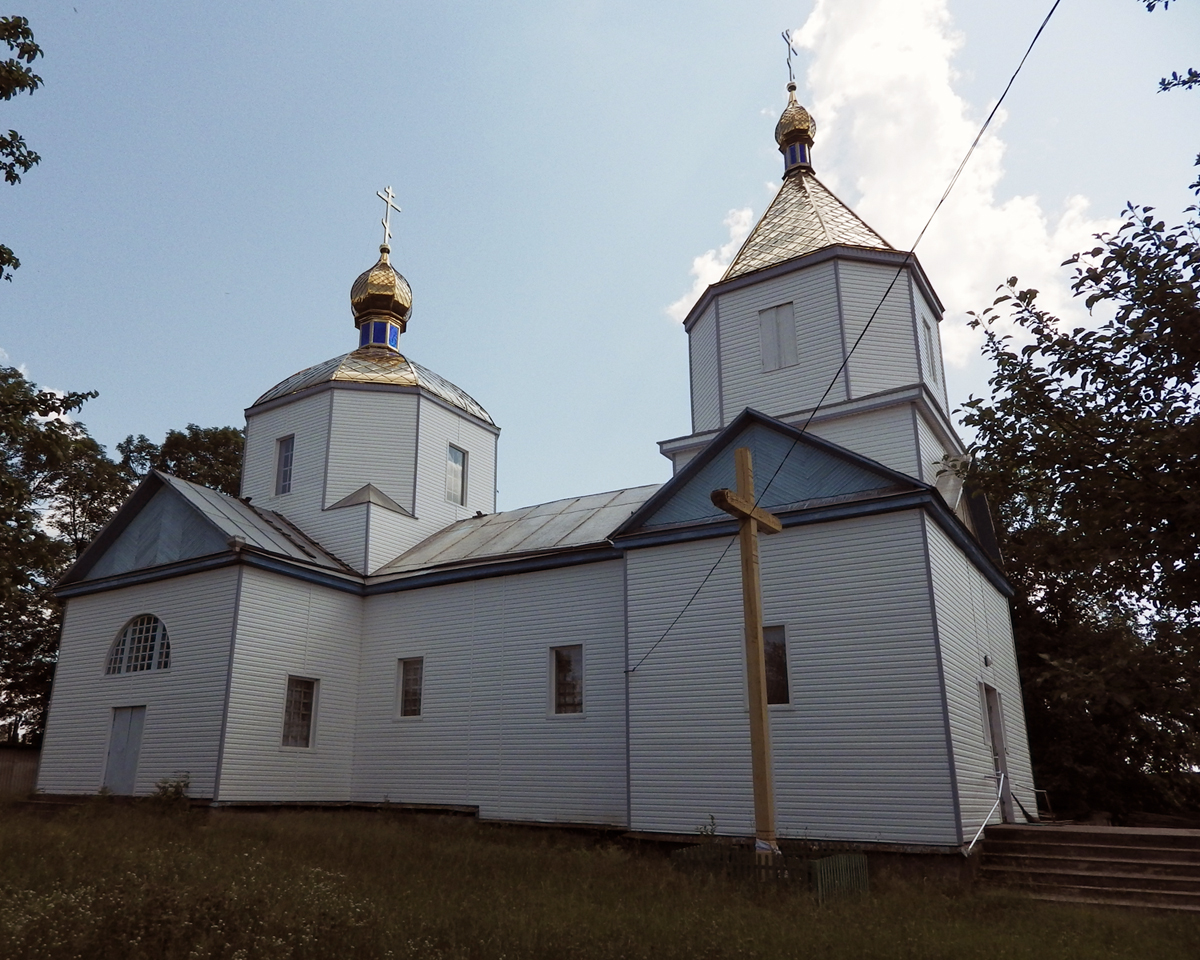
当地教堂

卢希内（烏克蘭語：Лугини），又按俄语名译为卢吉内，是位於烏克蘭北部的市級鎮，由日托米爾州科羅斯堅區的盧吉內市鎮負責管轄。該鎮處於烏日河右岸，始建於1606年，面積4.78平方公里，2012年人口4,121，人口密度每平方公里862人。